# Pellenes striolatus
Pellenes striolatus es una especie de araña saltarina del género Pellenes, familia Salticidae. Fue descrita científicamente por Wesolowska, van Harten en 2002.
Habita en Yemen (Socotra).